# The Phantom Agony (singel)
The Phantom Agony – pierwszy singel holenderskiej grupy symfoniczno metalowej Epica wydany w 2004 dla promocji pierwszego albumu grupy, który nosi ten sam tytuł.

## Lista utworów
1. "The Phantom Agony" - (single version)
2. "Veniality" -
3. "Façade of Reality"
4. "Veniality" -  (orchestral version)